# Billes d'argile

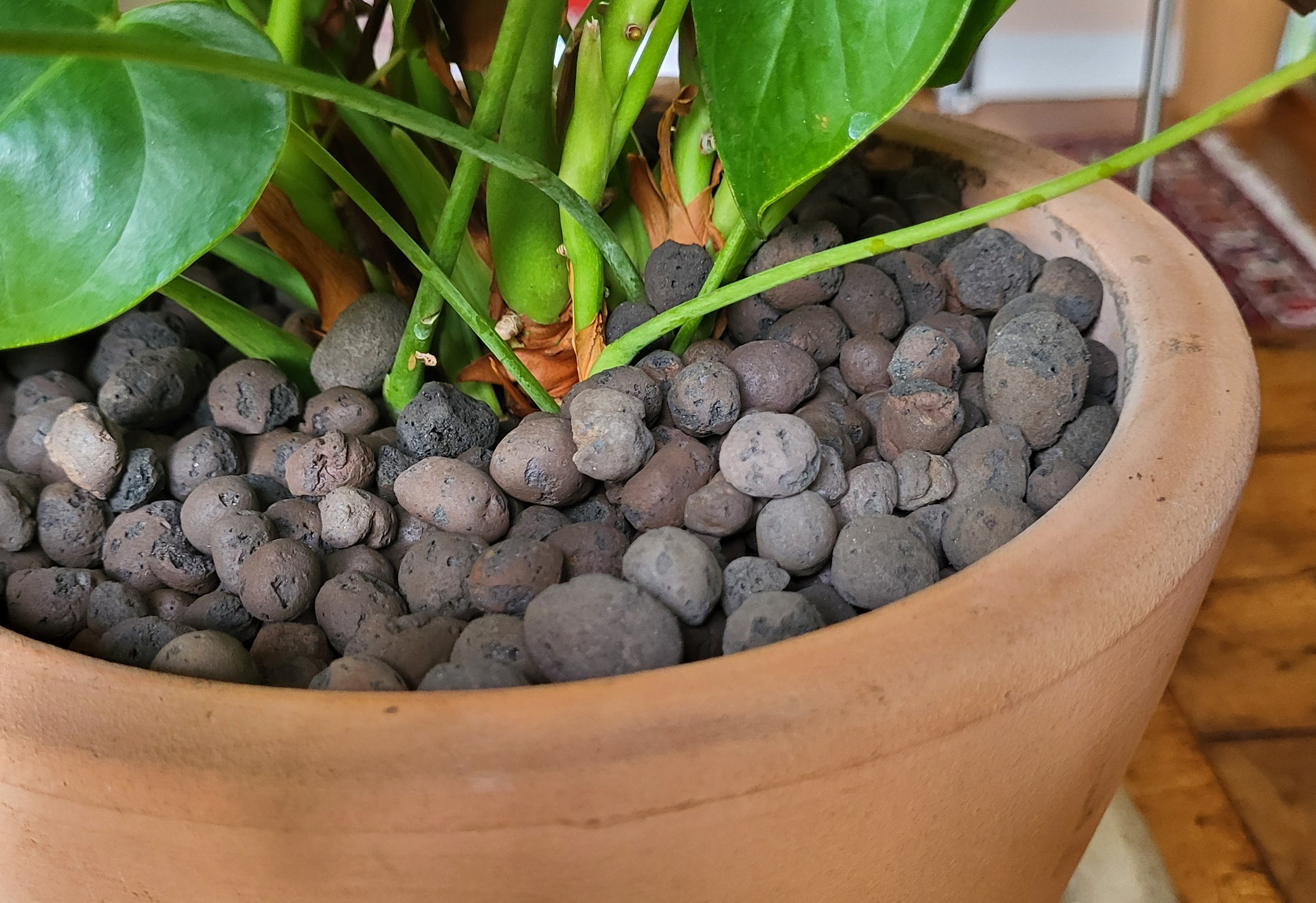
Billes d'argile dans un pot en intérieur

Les billes d'argiles sont de petites sphères fabriquées à partie d'argiles naturels qui facilitent la pousse des plantes ainsi que leur entretien. Elles contribuent à aérer le sol, retiennent l'eau tout en permettant un meilleur drainage. Placées en surface elles jouent le rôle d'un paillage en réduisant l'évaporation. Elles permettent d'éviter d'utiliser une terre trop argileuse qui peut asphyxier les plantes,

## Description

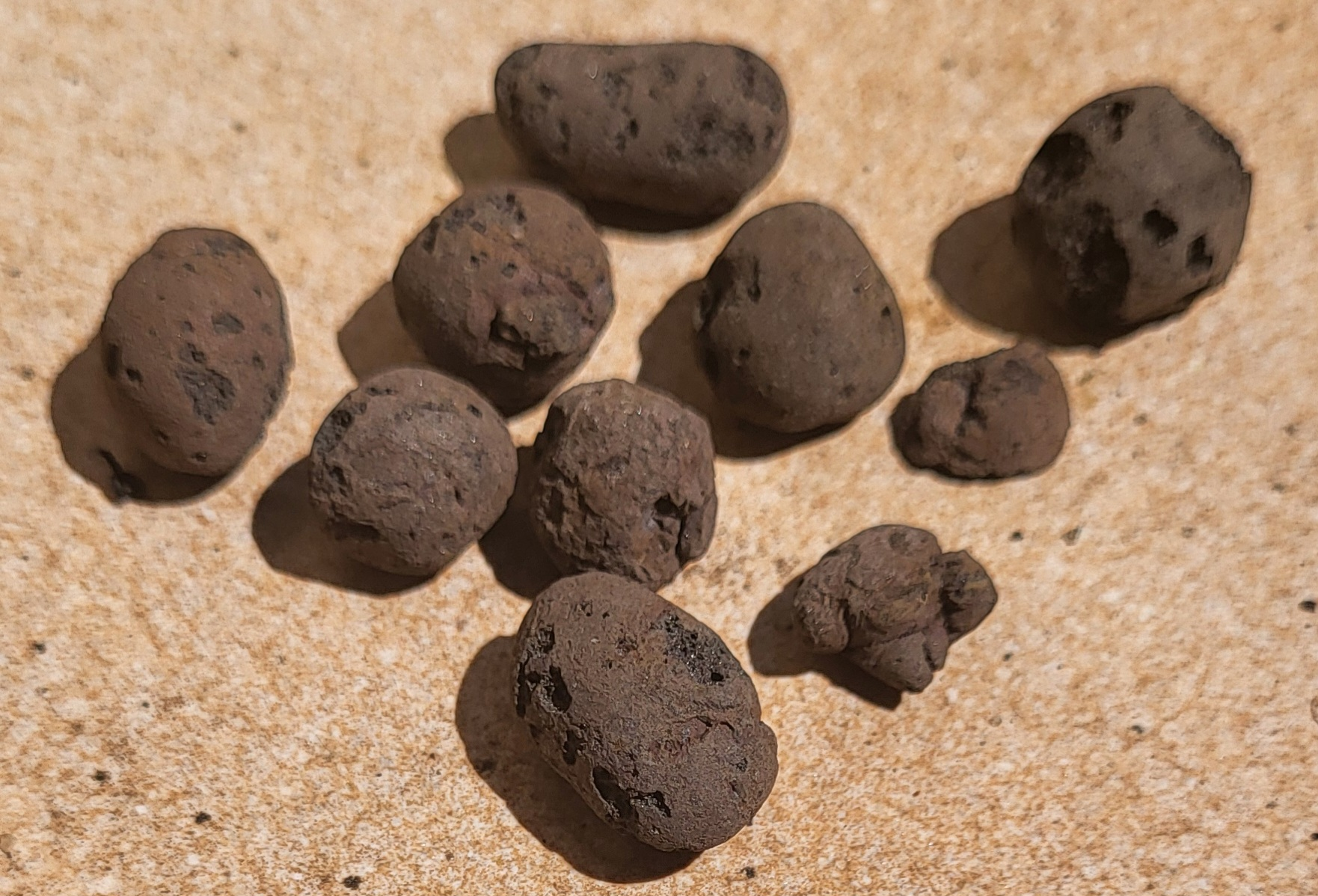
Gros plan

Les billes d'argile sont  un produit d'origine minérale, à la fois légères, poreuses, très stables, durables et recyclables. De couleur terre sombre ou orangée, elles sont aussi décoratives. Elles sont disponibles en divers calibrage (concassées, 3-8, 8-16, 8-20) selon l'utilisation que l'on va leur dédier. Le plus courant reste le 8/16 mm.

## Fabrication
Les  billes d’argile sont fabriquées à partir d’une terre argileuse spéciale. L'argile est extraite de carrières. Sa richesse en eau la rend facile à modeler. Puis transformée en une pâte humidifiée, elle est ensuite façonnée en petites billes. Puis les billes d’argile sont cuites à des températures très élevées, autour de 1200°C ce qui provoque l’expansion des billes sous l'effet de la vaporisation de l’eau contenue dans l’argile. Après la cuisson, les billes sont refroidies et stabilisées.

## Utilisation
Les billes d'argiles permettent d'assurer un bon drainage en les plaçant au fond du pot ou en les mélangeant au substrat. Elles permettent aussi d'aérer le substrat et d'offrir un milieu léger aux plantes qui apprécient les terres légères. Leur capacité à retenir l'eau permet de limiter les arrosages et les mauvaises herbes en les utilisant comme paillis à la surface du pot. Elles peuvent maintenir une atmosphère humide autour de la plante en les plaçant sous le pot ou dans une coupelle d'eau.
Elles sont intéressantes pour cultiver des plantes particulières comme les orchidées ou les plantes carnivores.
Les billes d'argiles permettent d'éviter l'utilisation de terres trop argileuses qui peuvent provoquer une stagnation de l'eau et favoriser le développement de champignons et de maladies.
Les billes d'argiles sont particulièrement utiles dans les massifs aux pieds de graminées, mais aussi de rosiers ou de plantes de terre de bruyère comme les camélias et les rhododendrons. Dans les jardins minéraux, elles contrastent avec des galets ou des graviers blancs pour créer des dessins à même le sol ;
la propriété de rétention de diffusion de l'humidité permet d'augmenter le taux d'hygrométrie des plantes tropicales cultivées en pots en intérieur. Les billes d'argiles conviennent également pour les cultures hydroponiques.
Les billes d'argile conviennent bien pour le jardinage biologique et peuvent être utilisée sans crainte de nuisance.
Dans les jardins, les billes d'argile de petits calibres sont bien utiles pour alléger et drainer les sols lourds, compacts et difficile à travailler. En les ajoutant à la terre à raison de 10 %, le sol devient plus léger, le substrat sera plus aéré mais retiendra également mieux l'humidité grâce au stockage réalisé par les billes d'argile. Les billes d'argile peuvent aussi être mélangées à de la terre et à d'autres matériaux comme de la tourbe, de la sphaigne ou de la fibre de coco. 
Enfin, elles peuvent être intéressantes pour leur utilisation comme composants de substrats de culture très légers, caractéristique importante pour les  toitures végétalisées.